# Menesida testaceipennis
Menesida testaceipennis là một loài bọ cánh cứng trong họ Cerambycidae.